# Regioselectivitat
La regioselectivitat és la preferència en una reacció química per a crear o trencar un enllaç químic en una direcció concreta i per sobre de totes les altres direccions possibles. És a dir, una reacció que pot donar lloc a diversos productes considerats isòmers estructurals (o regioisòmers) serà regioselectiva si dona lloc gairebé en exclusiva a un únic producte.
Aquest terme fou introduït pels químics Alfred Hassner (1930) i Fred Boerwinkle, de la Universitat de Colorado a Boulder, el 1968. «Regioselectivitat» és una paraula composta del mot llatí regio, -ōnis, amb el significat de ‘direcció’, i de «selectivitat», ‘que selecciona’.
Sovint s'aplica al resultat sobre les múltiples posicions de l'estructura química d'un reactiu, com la de quin protó s'alliberarà d'una base química d'una molècula orgànica o quan es podrà afegir un anell de benzè. Un exemple específic és la reacció de formació d'halohidrina amb 2-propenilbenzè:
Per la preferència de formació d'un producte sobre un altre, aquesta reacció és selectiva. Aquesta reacció és regioselectiva perquè la seva selectivitat genera un isòmer constitucional més que no pas un altre.
La regla de Markovnikov i la regla de Fürst-Plattner són exemples de regioselectvitat química. Les regles de Baldwin s'apliquen en la regioselectivitat en una reacció de tancament d'anell. La regioselectivitat també es pot aplicar a reaccions específiques com la de l'addició a lligands pi. La selectivitat també ocorre en les reaccions d'inserció de carbè.